# Disque simultané
Disque simultané, aussi appelé Le Premier Disque, est une toile créée entre 1912 et 1913 par le peintre français Robert Delaunay

## Développement du projet
Delaunay, après avoir lu les théories de Vassili Kandinsky dans son ouvrage Du Spirituel dans l'art, s'était rapproché de l'abstraction avec sa série Les Fenêtres, et avait créé sa propre technique, le simultanéisme, qui cherche à représenter l'harmonie picturale à travers les contrastes simultanés des couleurs.

## Analyse
Disque simultané est la première œuvre totalement non-objective de Robert Delaunay, c'est-à-dire que c'est la première à ne pas représenter d'éléments provenant de la réalité.

## Annexe